# ويست لايك هيلز (تكساس)
ويست لايك هيلز (بالإنجليزية: West Lake Hills)‏ هي مدينة أمريكية تقع في ولاية تكساس.تبلغ مساحة هذه المدينة 9.7 (كم²)،ويبلغ عدد سكانها 3116 نسمة حسب إحصاء سنة 2010 م. تشير إحصاءات سنة 2000م بأن الكثافة السكانية في هذه المدينة تقدر بـ(322.7) نسمة/كم2.

## التركيبة السكانية
حدّد مكتب تعداد الولايات المتحدة بيانات التركيبة السكانية لويست لايك هيلز في تعداد الولايات المتحدة. في ما يلي، التركيبة السكانية حسب تعدادي 2000 و2010.

### تعداد عام 2000
بلغ عدد سكان ويست لايك هيلز 3,116 نسمة بحسب تعداد عام 2000، وبلغ عدد الأسر 1,143 أسرة وعدد العائلات 873 عائلة مقيمة في المدينة. في حين سجلت الكثافة السكانية 334.7 نسمة لكل كيلومتر مربع (866.9/ميل2). وبلغ عدد الوحدات السكنية 1,185 وحدة بمتوسط كثافة قدره 127.3 لكل كيلومتر مربع (329.7/ميل2).
وتوزع التركيب العرقي للمدينة بنسبة 95.60% من البيض و0.29% من الأمريكيين الأفارقة و0.29% من الأمريكيين الأصليين و1.28% من الأمريكيين ذوي الأصول الآسيوية و0.71% من الأعراق الأخرى و1.83% من عرقين مختلطين أو أكثر و3.85% من الهسبانيون أو اللاتينيون من أي عرق.
بلغ عدد الأسر 1,143 أسرة كانت نسبة 41% منها لديها أطفال تحت سن الثامنة عشر تعيش معهم، وبلغت نسبة الأزواج القاطنين مع بعضهم البعض 69% من أصل المجموع الكلي للأسر، ونسبة 5.2% من الأسر كان لديها معيلات من الإناث دون وجود شريك، بينما كانت نسبة 2.1% من الأسر لديها معيلون من الذكور دون وجود شريكة وكانت نسبة 23.6% من غير العائلات. تألفت نسبة 17.5% من أصل جميع الأسر من عدة أفراد يعيشون في نفس المنزل ونسبة 6% كانت تتألف من شخص يعيش بمفرده يبلغ من العمر 65 عاماً أو أكثر. وبلغ متوسط حجم الأسرة المعيشية 2.71، أما متوسط حجم العائلات فبلغ 3.10.
بلغ العمر الوسطي للسكان 43.1 عاماً. وكانت نسبة 28.1% من القاطنين تحت سن الثامنة عشر، وكانت نسبة 4.2% بين الثامنة عشر والرابعة والعشرين عاماً، ونسبة 21.7% كانت واقعةً في الفئة العمرية ما بين الخامسة والعشرين والرابعة والأربعين عاماً، ونسبة 35.4% كانت ما بين الخامسة والأربعين والرابعة والستين، ونسبة 10.1% كانت ضمن فئة الخامسة والستين عاماً فما فوق. يوجد لكل 100 أنثى 99.4 ذكر، ويوجد لكل 100 أنثى في الثامنة عشر من عمرها فما فوق 96.4 ذكر.

### تعداد عام 2010
بلغ عدد سكان ويست لايك هيلز 3,063 نسمة بحسب تعداد عام 2010، وبلغ عدد الأسر 1,203 أسرة وعدد العائلات 906 عائلة مقيمة في المدينة. في حين سجلت الكثافة السكانية 329 نسمة لكل كيلومتر مربع (852.1/ميل2). وبلغ عدد الوحدات السكنية 1,279 وحدة بمتوسط كثافة قدره 137.4 لكل كيلومتر مربع (355.9/ميل2).
وتوزع التركيب العرقي للمدينة بنسبة 94.19% من البيض و0.23% من الأمريكيين الأفارقة و0.59% من الأمريكيين الأصليين و2.15% من الأمريكيين ذوي الأصول الآسيوية و0.59% من الأعراق الأخرى و2.25% من عرقين مختلطين أو أكثر و4.96% من الهسبانيون أو اللاتينيون من أي عرق.
بلغ عدد الأسر 1,203 أسرة كانت نسبة 33.5% منها لديها أطفال تحت سن الثامنة عشر تعيش معهم، وبلغت نسبة الأزواج القاطنين مع بعضهم البعض 67.8% من أصل المجموع الكلي للأسر، ونسبة 4.7% من الأسر كان لديها معيلات من الإناث دون وجود شريك، بينما كانت نسبة 2.7% من الأسر لديها معيلون من الذكور دون وجود شريكة وكانت نسبة 24.7% من غير العائلات. تألفت نسبة 18.8% من أصل جميع الأسر من عدة أفراد يعيشون في نفس المنزل ونسبة 7.3% كانت تتألف من شخص يعيش بمفرده يبلغ من العمر 65 عاماً أو أكثر. وبلغ متوسط حجم الأسرة المعيشية 2.55، أما متوسط حجم العائلات فبلغ 2.94.
بلغ العمر الوسطي للسكان 48.0 عاماً. وكانت نسبة 23.7% من القاطنين تحت سن الثامنة عشر، وكانت نسبة 4.7% بين الثامنة عشر والرابعة والعشرين عاماً، ونسبة 16.2% كانت واقعةً في الفئة العمرية ما بين الخامسة والعشرين والرابعة والأربعين عاماً، ونسبة 40.9% كانت ما بين الخامسة والأربعين والرابعة والستين، ونسبة 14.5% كانت ضمن فئة الخامسة والستين عاماً فما فوق. وتوزع التركيب الجنسي للسكان بنسبة 50.3% ذكور و49.7% إناث.